# Assiminea infima
Assiminea infima is een slakkensoort uit de familie van de Assimineidae. De wetenschappelijke naam van de soort is voor het eerst geldig gepubliceerd in 1947 door S. S. Berry.